# Bisdom Maintirano
Het bisdom Maintirano (Latijn: Dioecesis Maintiranensis) is een rooms-katholiek bisdom met als zetel Maintirano, in Madagaskar. Het bisdom is suffragaan aan het aartsbisdom Antananarivo. 

## Geschiedenis
Het bisdom werd opgericht op 8 februari 2017, uit delen van de bisdommen Mahajanga, Morondava en Tsiroanomandidy. 

## Parochies
Het bisdom had in 2021 een oppervlakte van 38.852 km2 en telde 433.300 inwoners waarvan 7,8% rooms-katholiek was.

## Bisschoppen
- Gustavo Bombín Espino (8 februari 2017 - 22 juli 2023)
- Clément Hérizo Rakotoasimbola (2 mei 2024 - heden)